# Подгощи
Подго́щи — село в Шимском районе Новгородской области, административный центр Подгощского сельского поселения.

## География
Находится в западной части Новгородской области на расстоянии приблизительно 4 км на юг по прямой от районного центра посёлка Шимск.

## История
Известно с 1080-х годов. В 1498 году упоминалось как сельцо помещика Ильи Васильевича Квашнина. Местную Троицкую церковь построили в 1805 году (действует). В советское время работал колхоз «Новый путь». В 1909 году здесь (вместе деревня и погост Старорусского уезда Новгородской губернии) был учтён 181 двор

## Население
Численность населения: 764 человека (1909 год), 557 (русские 95 %) в 2002 году, 502 в 2010.